# 2014-es labdarúgó-világbajnokság (B csoport)
A 2014-es labdarúgó-világbajnokság B csoportjának mérkőzéseit június 13-tól 23-ig játszották. A csoportban a világbajnoki címvédő Spanyolország, az előző világbajnokság döntőse, Hollandia, valamint Chile és Ausztrália szerepelt.
A csoportból Hollandia és Chile jutott tovább. A mérkőzéseken 22 gól esett.

## FIFA-világranglista
A válogatottak helyezései a FIFA-világranglistán 2014. június 5-én, a világbajnokság előtti utolsó ranglistán:
| Csapat        | Helyezés 2014. június 5-én |
| ------------- | -------------------------- |
| Spanyolország | 1.                         |
| Hollandia     | 15.                        |
| Chile         | 14.                        |
| Ausztrália    | 62.                        |

## Tabella
| Hely. | Csapat        | M | Gy | D | V | G+ | G– | Gk | P | Továbbjutás                                |
| ----- | ------------- | - | -- | - | - | -- | -- | -- | - | ------------------------------------------ |
| 1.    | Hollandia     | 3 | 3  | 0 | 0 | 10 | 3  | +7 | 9 | Továbbjutott az egyenes kieséses szakaszba |
| 2.    | Chile         | 3 | 2  | 0 | 1 | 5  | 3  | +2 | 6 | Továbbjutott az egyenes kieséses szakaszba |
| 3.    | Spanyolország | 3 | 1  | 0 | 2 | 4  | 7  | −3 | 3 |                                            |
| 4.    | Ausztrália    | 3 | 0  | 0 | 3 | 3  | 9  | −6 | 0 |                                            |

## Mérkőzések
Az időpontok a brazil időzóna (UTC–3), valamint Cuiabá az amazonasi időzóna (UTC–4) szerint, zárójelben a közép-európai nyári idő (UTC+2) szerint olvashatók.
Használt rövidítések (magyar rövidítés – angol rövidítés – poszt):
| - KA – GK – kapus - V – DF – hátvéd - S – SW – söprögető - JV – RB – jobb oldali védő - KV – CB – középső védő - BV – LB – bal oldali védő - JSZV – RWB – jobb szélső védő - BSZV – LWB – bal szélső védő | - KP – MF – középpályás - VKP – DM – védekező középpályás - BKP – LM – bal oldali középpályás - KKP – CM – középső középpályás - JKP – RM – jobb oldali középpályás | - JSZ – RW – jobb szélső - BSZ – LW – bal szélső - TKP – AM – támadó középpályás | - CS – ST, FW – csatár - JCS – RF – jobb oldali csatár - KCS – CF – középső csatár - BCS – LF – bal oldali csatár |

### Spanyolország – Hollandia
| 2014. június 13. 16:00 (21:00) |

| Spanyolország         | 1–5               | Hollandia                                     |
| --------------------- | ----------------- | --------------------------------------------- |
| Alonso 27' (11-esből) | (1–1) Jegyzőkönyv | Van Persie 44' 72' Robben 53' 80' De Vrij 64' |

| Arena Fonte Nova, Salvador Nézőszám: 48 173 Játékvezető: Nicola Rizzoli (olasz) |

| Spanyolország | Hollandia |

| KA                   | 1  | Iker Casillas (csk) | 65' |     |
| JV                   | 22 | César Azpilicueta   |     |     |
| KV                   | 3  | Gerard Piqué        |     |     |
| KV                   | 15 | Sergio Ramos        |     |     |
| BV                   | 18 | Jordi Alba          |     |     |
| JKP                  | 8  | Xavier Hernández    |     |     |
| KKP                  | 16 | Sergio Busquets     |     |     |
| BKP                  | 14 | Xabi Alonso         |     | 62' |
| JSZ                  | 21 | David Silva         |     | 78' |
| BSZ                  | 6  | Andrés Iniesta      |     |     |
| KCS                  | 19 | Diego Costa         |     | 62' |
| Cserék:              |    |                     |     |     |
| CS                   | 9  | Fernando Torres     |     | 62' |
| CS                   | 11 | Pedro               |     | 62' |
| KP                   | 10 | Cesc Fàbregas       |     | 78' |
| Szövetségi kapitány: |    |                     |     |     |
| Vicente del Bosque   |    |                     |     |     |

| KA                   | 1  | Jasper Cillessen       |     |     |
| JV                   | 2  | Ron Vlaar              |     |     |
| KV                   | 3  | Stefan de Vrij         | 41' | 77' |
| BV                   | 4  | Bruno Martins Indi     |     |     |
| JSZV                 | 7  | Daryl Janmaat          |     |     |
| BSZV                 | 5  | Daley Blind            |     |     |
| KKP                  | 6  | Nigel de Jong          |     |     |
| KKP                  | 8  | Jonathan de Guzmán     | 25' | 62' |
| TKP                  | 10 | Wesley Sneijder        |     |     |
| KCS                  | 9  | Robin van Persie (csk) | 66' | 79' |
| KCS                  | 11 | Arjen Robben           |     |     |
| Cserék:              |    |                        |     |     |
| KP                   | 20 | Georginio Wijnaldum    |     | 62' |
| V                    | 13 | Joël Veltman           |     | 77' |
| CS                   | 17 | Jeremain Lens          |     | 79' |
| Szövetségi kapitány: |    |                        |     |     |
| Louis van Gaal       |    |                        |     |     |

| A mérkőzés játékosa: Robin van Persie (Hollandia) Asszisztensek: Renato Faverani (olasz) Andrea Stefani (olasz) Negyedik számú játékvezető: Svein Oddvar Moen (norvég) Ötödik számú játékvezető: Kim Thomas Haglund (norvég) |

### Chile – Ausztrália
| 2014. június 13. 18:00 (0:00) |

| Chile                                     | 3–1               | Ausztrália |
| ----------------------------------------- | ----------------- | ---------- |
| Sánchez 12' Valdivia 14' Beausejour 90+2' | (2–1) Jegyzőkönyv | Cahill 35' |

| Arena Pantanal, Cuiabá Nézőszám: 40 275 Játékvezető: Doué Noumandiez Désiré (elefántcsontparti) |

| Chile | Ausztrália |

| KA                   | 1  | Claudio Bravo (csk) |     |     |
| BV                   | 4  | Mauricio Isla       |     |     |
| KV                   | 17 | Gary Medel          |     |     |
| KV                   | 18 | Gonzalo Jara        |     |     |
| JV                   | 2  | Eugenio Mena        |     |     |
| JKP                  | 20 | Charles Aránguiz    | 86' |     |
| KKP                  | 21 | Marcelo Díaz        |     |     |
| BKP                  | 8  | Arturo Vidal        |     | 60' |
| JCS                  | 7  | Alexis Sánchez      |     |     |
| KCS                  | 10 | Jorge Valdivia      |     | 68' |
| BCS                  | 11 | Eduardo Vargas      |     | 88' |
| Cserék:              |    |                     |     |     |
| KP                   | 16 | Felipe Gutiérrez    |     | 60' |
| KP                   | 15 | Jean Beausejour     |     | 68' |
| CS                   | 10 | Mauricio Pinilla    |     | 88' |
| Szövetségi kapitány: |    |                     |     |     |
| Jorge Sampaoli       |    |                     |     |     |

| KA                   | 1  | Mathew Ryan        |     |     |
| JV                   | 2  | Ivan Franjić       |     | 49' |
| KV                   | 22 | Alex Wilkinson     |     |     |
| KV                   | 6  | Matthew Špiranović |     |     |
| BV                   | 3  | Jason Davidson     |     |     |
| KKP                  | 15 | Mile Jedinak (csk) | 58' |     |
| KKP                  | 5  | Mark Milligan      | 67' |     |
| JSZ                  | 7  | Mathew Leckie      |     |     |
| TKP                  | 23 | Mark Bresciano     |     | 78' |
| BSZ                  | 11 | Tommy Oar          |     | 68' |
| KCS                  | 4  | Tim Cahill         | 44' |     |
| Cserék:              |    |                    |     |     |
| V                    | 19 | Ryan McGowan       |     | 49' |
| KP                   | 10 | Ben Halloran       |     | 68' |
| KP                   | 14 | James Troisi       |     | 78' |
| Szövetségi kapitány: |    |                    |     |     |
| Ange Postecoglou     |    |                    |     |     |

| A mérkőzés játékosa: Alexis Sánchez (Chile) Asszisztensek: Songuifolo Yeo (elefántcsontparti) Jean-Claude Birumushahu (burundi) Negyedik számú játékvezető: Roberto Moreno (panamai) Ötödik számú játékvezető: Eric Boria (amerikai) |

### Ausztrália – Hollandia
| 2014. június 18. 13:00 (18:00) |

| Ausztrália                        | 2–3               | Hollandia                           |
| --------------------------------- | ----------------- | ----------------------------------- |
| Cahill 21' Jedinak 54' (11-esből) | (1–1) Jegyzőkönyv | Robben 20' Van Persie 58' Depay 68' |

| Estádio Beira-Rio, Porto Alegre Nézőszám: 42 877 Játékvezető: Dzsamel Hajmúdi (algériai) |

| Ausztrália | Hollandia |

| KA                   | 1  | Mathew Ryan        |     |     |
| JV                   | 19 | Ryan McGowan       |     |     |
| KV                   | 22 | Alex Wilkinson     |     |     |
| KV                   | 6  | Matthew Špiranović |     |     |
| BV                   | 3  | Jason Davidson     |     |     |
| KKP                  | 15 | Mile Jedinak (csk) |     |     |
| KKP                  | 17 | Matt McKay         |     |     |
| JSZ                  | 7  | Mathew Leckie      |     |     |
| TKP                  | 23 | Mark Bresciano     |     | 51' |
| BSZ                  | 11 | Tommy Oar          |     | 77' |
| KCS                  | 4  | Tim Cahill         | 43' | 69' |
| Cserék:              |    |                    |     |     |
| KP                   | 14 | Oliver Bozanić     |     | 51' |
| KP                   | 10 | Ben Halloran       |     | 69' |
| CS                   | 9  | Adam Taggart       |     | 77' |
| Szövetségi kapitány: |    |                    |     |     |
| Ange Postecoglou     |    |                    |     |     |

| KA                   | 1  | Jasper Cillessen       |     |       |
| JV                   | 2  | Ron Vlaar              |     |       |
| KV                   | 3  | Stefan de Vrij         |     |       |
| BV                   | 4  | Bruno Martins Indi     |     | 45+3' |
| JKP                  | 7  | Daryl Janmaat          |     |       |
| KKP                  | 8  | Jonathan de Guzmán     |     | 78'   |
| KKP                  | 6  | Nigel de Jong          |     |       |
| BKP                  | 5  | Daley Blind            |     |       |
| TKP                  | 10 | Wesley Sneijder        |     |       |
| KCS                  | 9  | Robin van Persie (csk) | 47' | 87'   |
| KCS                  | 11 | Arjen Robben           |     |       |
| Cserék:              |    |                        |     |       |
| KP                   | 21 | Memphis Depay          |     | 45+3' |
| KP                   | 20 | Georginio Wijnaldum    |     | 78'   |
| CS                   | 17 | Jeremain Lens          |     | 87'   |
| Szövetségi kapitány: |    |                        |     |       |
| Louis van Gaal       |    |                        |     |       |

| A mérkőzés játékosa: Arjen Robben (Hollandia) Asszisztensek: Abdelhak Etchiali (algériai) Redván Ásik (marokkói) Negyedik számú játékvezető: Bakary Gassama (gambiai) Ötödik számú játékvezető: Evarist Menkouande (kameruni) |

### Spanyolország – Chile
| 2014. június 18. 16:00 (21:00) |

| Spanyolország | 0–2               | Chile                   |
| ------------- | ----------------- | ----------------------- |
|               | (0–2) Jegyzőkönyv | Vargas 20' Aránguiz 43' |

| Maracanã Stadion, Rio de Janeiro Nézőszám: 74 101 Játékvezető: Mark Geiger (amerikai) |

| Spanyolország | Chile |

| KA                   | 1  | Iker Casillas (csk) |     |     |
| JV                   | 22 | César Azpilicueta   |     |     |
| KV                   | 4  | Javi Martínez       |     |     |
| KV                   | 15 | Sergio Ramos        |     |     |
| BV                   | 18 | Jordi Alba          |     |     |
| KKP                  | 16 | Sergio Busquets     |     |     |
| KKP                  | 14 | Xabi Alonso         | 41' | 46' |
| JSZ                  | 21 | David Silva         |     |     |
| TKP                  | 6  | Andrés Iniesta      |     |     |
| BSZ                  | 11 | Pedro               |     | 76' |
| KCS                  | 19 | Diego Costa         |     | 64' |
| Cserék:              |    |                     |     |     |
| KP                   | 17 | Koke                |     | 46' |
| CS                   | 9  | Fernando Torres     |     | 64' |
| KP                   | 20 | Santi Cazorla       |     | 76' |
| Szövetségi kapitány: |    |                     |     |     |
| Vicente del Bosque   |    |                     |     |     |

| KA                   | 1  | Claudio Bravo (csk) |     |     |
| JV                   | 17 | Gary Medel          |     |     |
| KV                   | 5  | Francisco Silva     |     |     |
| BV                   | 18 | Gonzalo Jara        |     |     |
| JKP                  | 4  | Mauricio Isla       |     |     |
| KKP                  | 20 | Charles Aránguiz    |     | 64' |
| KKP                  | 21 | Marcelo Díaz        |     |     |
| BKP                  | 2  | Eugenio Mena        | 61' |     |
| TKP                  | 8  | Arturo Vidal        | 26' | 88' |
| KCS                  | 11 | Eduardo Vargas      |     | 85' |
| KCS                  | 7  | Alexis Sánchez      |     |     |
| Cserék:              |    |                     |     |     |
| KP                   | 16 | Felipe Gutiérrez    |     | 64' |
| KP                   | 10 | Jorge Valdivia      |     | 85' |
| KP                   | 6  | Carlos Carmona      |     | 88' |
| Szövetségi kapitány: |    |                     |     |     |
| Jorge Sampaoli       |    |                     |     |     |

| A mérkőzés játékosa: Eduardo Vargas (Chile) Asszisztensek: Mark Hurd (amerikai) Joe Fletcher (kanadai) Negyedik számú játékvezető: Naváf Sukralláh (bahreini) Ötödik számú játékvezető: Yaser Tulefat (bahreini) |

### Ausztrália – Spanyolország
| 2014. június 23. 13:00 (18:00) |

| Ausztrália | 0–3               | Spanyolország                 |
| ---------- | ----------------- | ----------------------------- |
|            | (0–1) Jegyzőkönyv | Villa 36' Torres 69' Mata 82' |

| Arena da Baixada, Curitiba Nézőszám: 39 375 Játékvezető: Naváf Sukralláh (bahreini) |

| Ausztrália | Spanyolország |

| KA                   | 1  | Mathew Ryan        |       |     |
| JV                   | 19 | Ryan McGowan       |       |     |
| KV                   | 6  | Matthew Špiranović | 88'   |     |
| KV                   | 22 | Alex Wilkinson     |       |     |
| BV                   | 3  | Jason Davidson     |       |     |
| KKP                  | 17 | Matt McKay         |       |     |
| KKP                  | 15 | Mile Jedinak (csk) | 90+2' |     |
| KKP                  | 13 | Oliver Bozanić     |       | 72' |
| JSZ                  | 7  | Mathew Leckie      |       |     |
| KCS                  | 9  | Adam Taggart       |       | 46' |
| BSZ                  | 11 | Tommy Oar          |       | 61' |
| Cserék:              |    |                    |       |     |
| KP                   | 10 | Ben Halloran       |       | 46' |
| KP                   | 14 | James Troisi       |       | 61' |
| KP                   | 23 | Mark Bresciano     |       | 72' |
| Szövetségi kapitány: |    |                    |       |     |
| Ange Postecoglou     |    |                    |       |     |

| KA                   | 23 | Pepe Reina         |     |     |
| JV                   | 5  | Juanfran           |     |     |
| KV                   | 2  | Raúl Albiol        |     |     |
| KV                   | 15 | Sergio Ramos (csk) | 62' |     |
| BV                   | 18 | Jordi Alba         |     |     |
| KKP                  | 14 | Xabi Alonso        |     | 84' |
| KKP                  | 17 | Koke               |     |     |
| TKP                  | 6  | Andrés Iniesta     |     |     |
| JSZ                  | 20 | Santi Cazorla      |     | 68' |
| BSZ                  | 7  | David Villa        |     | 57' |
| KCS                  | 9  | Fernando Torres    |     |     |
| Cserék:              |    |                    |     |     |
| KP                   | 13 | Juan Mata          |     | 57' |
| KP                   | 10 | Cesc Fàbregas      |     | 68' |
| KP                   | 21 | David Silva        |     | 84' |
| Szövetségi kapitány: |    |                    |     |     |
| Vicente del Bosque   |    |                    |     |     |

| A mérkőzés játékosa: David Villa (Spanyolország) Asszisztensek: Yaser Tulefat (bahreini) Ebrahim Saleh (bahreini) Negyedik számú játékvezető: Norbert Hauata (tahiti) Ötödik számú játékvezető: Aden Range (kenyai) |

### Hollandia – Chile
| 2014. június 23. 13:00 (18:00) |

| Hollandia           | 2–0               | Chile |
| ------------------- | ----------------- | ----- |
| Fer 77' Depay 90+2' | (0–0) Jegyzőkönyv |       |

| Arena de São Paulo, São Paulo Nézőszám: 62 996 Játékvezető: Bakary Gassama (gambiai) |

| Hollandia | Chile |

| KA                   | 1  | Jasper Cillessen    |     |     |
| JV                   | 7  | Daryl Janmaat       |     |     |
| KV                   | 2  | Ron Vlaar           |     |     |
| KV                   | 3  | Stefan de Vrij      |     |     |
| BV                   | 5  | Daley Blind         | 64' |     |
| JKP                  | 20 | Georginio Wijnaldum |     |     |
| KKP                  | 6  | Nigel de Jong       |     |     |
| BKP                  | 15 | Dirk Kuijt          |     | 89' |
| TKP                  | 10 | Wesley Sneijder     |     | 75' |
| KCS                  | 11 | Arjen Robben (csk)  |     |     |
| KCS                  | 17 | Jeremain Lens       |     | 69' |
| Cserék:              |    |                     |     |     |
| KP                   | 21 | Memphis Depay       |     | 69' |
| KP                   | 18 | Leroy Fer           |     | 75' |
| V                    | 14 | Terence Kongolo     |     | 89' |
| Szövetségi kapitány: |    |                     |     |     |
| Louis van Gaal       |    |                     |     |     |

| KA                   | 1  | Claudio Bravo (csk) |     |     |
| KV                   | 17 | Gary Medel          |     |     |
| KV                   | 5  | Francisco Silva     | 25' | 70' |
| KV                   | 18 | Gonzalo Jara        |     |     |
| JSZV                 | 4  | Mauricio Isla       |     |     |
| BSZV                 | 2  | Eugenio Mena        |     |     |
| KKP                  | 20 | Charles Aránguiz    |     |     |
| KKP                  | 21 | Marcelo Díaz        |     |     |
| TKP                  | 16 | Felipe Gutiérrez    |     | 46' |
| KCS                  | 7  | Alexis Sánchez      |     |     |
| KCS                  | 11 | Eduardo Vargas      |     | 81' |
| Cserék:              |    |                     |     |     |
| KP                   | 15 | Jean Beausejour     |     | 46' |
| KP                   | 10 | Jorge Valdivia      |     | 70' |
| CS                   | 9  | Mauricio Pinilla    |     | 81' |
| Szövetségi kapitány: |    |                     |     |     |
| Jorge Sampaoli       |    |                     |     |     |

| A mérkőzés játékosa: Arjen Robben (Hollandia) Asszisztensek: Evarist Menkouande (kameruni) Felicien Kabanda (ruandai) Negyedik számú játékvezető: Joel Aguilar (salvadori) Ötödik számú játékvezető: William Torres (salvadori) |